# ریا سن
ریا سن (انگلیسی: Riya Sen؛ زادهٔ ۲۴ ژانویهٔ ۱۹۸۱) یک مدل (شخص)، و هنرپیشه اهل هند است. وی از سال ۱۹۹۸ میلادی تاکنون مشغول فعالیت بوده‌است.
از فیلم‌ها یا برنامه‌های تلویزیونی که وی در آن نقش داشته است می‌توان به سبک اشاره کرد.

## فیلم‌شناسی
فهرست برخی از فیلم‌هایی که ریا سن در آنها به ایفای نقش پرداخته است:
- سبک
- قهرمانان
- آنچه دل بخواهد
- قیامت
- ازدواج شماره ۱
- زنجیر
- ضربات زنگ
- شکلات تلخ
- قلب و عاشقانه
- طرح
- از زور استفاده کن...هی!
- ابدی